# Tsubasa Yokotake
Tsubasa Yokotake (Hiroshima, 30 de agosto de 1989) é um futebolista profissional japonês, que atua como meia.

## Carreira

### Sanfrecce Hiroshima
Começou nas categorias de base do Sanfrecce Hiroshima, atuando de 2008 até 2013. Atuando como meia porém com pouco espaço fez apenas 55 jogos em cinco temporadas no clube.

### Gainare Tottori
Em 2013, chega a Totori por empréstimo para atuar na J-League 3, no clube após uma boa temporada e atua por 2013, e em 2014, faz poucas partidas.

### Kochi United SC
Em 2015, se transferiu para liga amadora Shikoku Soccer League, e chegando como status de capitão ao clube.